# زنان در نیروی دریایی ایالات متحده

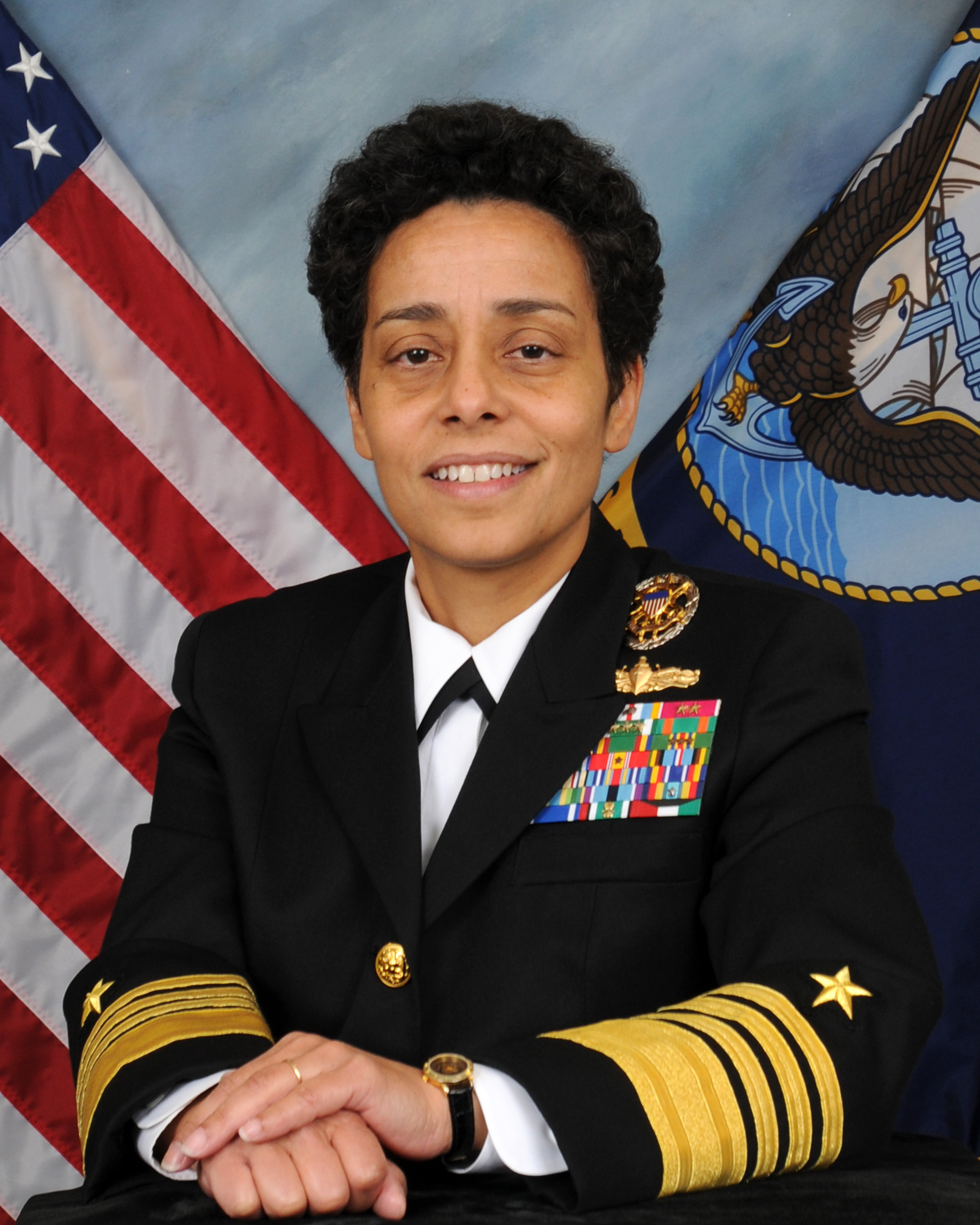
دریابُد میشل جی هاوارد نخستین دریابُد (امیر چهارستارهٔ) زن در نیروی دریایی ایالات متحده در سال ۲۰۱۴ شد. این او را به اولین زن سیاهپوست نیروهای مسلح ایالات متحده تبدیل کرد که به درجهٔ امیریِ چهارستاره دست یافت.

بسیاری از زنان بیش از یک سده در نیروی دریایی ایالات متحده خدمت کرده‌اند. تا سال ۲۰۲۰، ۶۹٬۶۲۹ زن در نیروی دریایی ایالات متحده مشغول به کار بوده‌اند که ۱۱٬۰۷۶ نفر به عنوان افسر خدمت می‌کردند و ۵۸٬۵۵۳ نفر در خدمت سربازی بودند. از میان تمامی شاخه‌های ارتش ایالات متحده، بعد از نیروی هوایی، نیروی دریایی دومین مقام را در به خدمت گرفتن نیروی کادریِ زن دارد. در سال ۲۰۲۰، زنان ۲۰ درصد نیروی دریایی ایالات متحده را تشکیل می‌دادند.